# パンドラMAXシリーズVOL.2 死者の呼ぶ館
『パンドラMAXシリーズVOL.2 死者の呼ぶ館』（パンドラマックスシリーズ - ししゃのよぶやかた）は、2000年1月20日に日本のパンドラボックスから発売されたPlayStation用ホラーアドベンチャーゲーム。
同社によるゲームソフトの自社ブランド『パンドラMAXシリーズ』の第2作目。不動産会社の新入社員である秋山圭介が「別荘見学ツアー」の案内役として参加し、迷いの森を抜けた先に合った謎の洋館で恐怖体験をするという内容。登場人物はアニメ調で描かれており、サウンドノベル形式で文章が表示され選択肢によってゲームが進行する。キャッチコピーは同シリーズ共通の「1980円の超大作」。メモリーカード用シールが付属していた。
シナリオは同社の社員だった大池叙子が執筆。大池は過去に『学校であった怖い話S』（1996年）のサブシナリオや『新世代ロボット戦記ブレイブサーガ』（1998年）などを手掛けて来たが、本作は初の長編オリジナル作品となる。またプロデューサーであり同社の社長である飯島健男の執筆によるおまけシナリオも収録されている。
2009年にシャノン（パンドラボックスより社名変更）からPlayStation 3およびPlayStation Portableのゲームアーカイブス対応ソフトとして配信された。

## ゲーム内容
メッセージを読み進めるオーソドックスなアドベンチャーゲームである。選択によってストーリーが分岐、多数のエンディングが用意されている。また、各キャラクターに好感度が設定されており、イベントフラグにもなっている。その為、単純にどの選択肢を選んだからどのルートに進む、とは一概には言い切れない。
選択肢によっては制限時間があり、一定時間選ばずにいると「何もしない」という選択をしたことになり別の展開に進むものも存在する。制限時間は約5秒が多い。一部には選択肢を選ばずにいることで展開が変化する場面がある。3周目まではクリア回数によって、一部の場面に新たな選択肢が追加される。
ストーリー中にミニゲームが発生する事もある。館の客を相手にトランプを使った"ラストワン"、"王様の結婚"、"カルトクイズ"、"神経衰弱"の他にも"15パズル"が用意されている。
主人公の生死や内容の如何に関わらず、スタッフロールの流れるエンディングは「グッドエンディング」。物語の途中で終わり、スタッフロールの流れないエンディングは「バッドエンディング」とされる。
本作及び本シリーズ特有の主なシステムは、以下の通り。
コンバート
本シリーズの全ソフト共通のシステム。
シリーズの第1作『ドラゴンナイツグロリアス』のセーブデータを読み込ませることで、隠しシナリオやミニゲームなどを出現させることができる。
百物語
本作の「おまけ」メニューの1つ。短い怪談シナリオ（分岐なし。実話・創作など様々）が99本収録されており、ランダムに再生される。全話とも読むと、好きなシナリオを選んで読めるようになる。但し、選択画面では番号しか表示されないのでどれがどの話なのか判りづらい。尚、このシナリオはパンドラボックスのスタッフほぼ全員が1人につき約4話ずつ書いたものである。
達成率
シナリオの達成率が表示される。しかし、パーセンテージで映るだけなので今までどのエンディングを見たのか、と言った情報は判らない。後発作の『ごちゃちる』で一応エンディングの達成率を見る事は可能。
不具合
初期出荷版の商品には、特定のエンディングを迎えようとすると画面がフリーズし、セーブができなくなるという不具合が存在した。この事は後に同シリーズで発売された各ソフト内でも告知が行われ、「そのエンディングをセーブしたことにするよう、セーブデータを改変する」という修正パッチも収録された。また同バージョンのソフトには、PlayStation 2では起動しないという不具合もある。
後に上記の不具合を解消した修正版のソフトも販売された。

## 設定

### ストーリー
不動産会社「グロリアス」の新入社員・秋山圭介は、6人の客が参加する「別荘見学ツアー」の案内役を命ぜられた。このツアーには取引先の社長の御曹司も参加するため、失敗は許されない状況であった。
憂鬱な気分になりながらも案内を行おうとした秋山だが、一行は「迷いの森」と呼ばれる場所に迷い込む。そして彼等の目の前に突然、謎の洋館が姿を現した。

### おまけシナリオ
死者の呼ぶ森
館であった怖い話
特定の条件を満たす事で発生するおまけシナリオ（後者は前作のデータコンバートで出現）。但し、シナリオ名表示などのアナウンスは特に無い。執筆は飯島健男。一旦このルートに入ってしまうとクリアしない限り本編には戻れない。前者はツアー参加者が省吾と舞子だけになり、館に辿り着く事無く迷いの森に翻弄される内容。後者は前作の登場人物に似たキャラが登場し、本編とは別の恐怖を体験する。
また、これらのシナリオでは主人公が秋山ではなく『学校であった怖い話』の主人公・坂上修一となる場合もある。
外伝1
1つでもグッドエンドを迎えると解禁される。秋山達が向かうはずだった別荘の管理人側の様子が描かれる。本編と矛盾する内容だが、後に『ごちゃちる』にてこのシナリオは本編ではなく、同作収録のミニゲーム『美沙の呼ぶ館』の1シーンだった事が示唆されている。
外伝2
全てのエンディングを見ると解禁される。館の主人である佐倉老人の過去と正体が明かされる。

### 舞台
迷いの森
秋山達が行く予定の別荘のすぐ近くに広がる森。「人食いの森」「帰らずの森」とも呼ばれる。大昔から物の怪の棲む森と恐れられている。立ち入った人間は森に惑わされたかの如く出る事が出来ず、森の中を彷徨い続けてしまう。舞子によると「生者に恨みを持った悪霊」が犇めいているとの事。
館
本作の主な舞台で、迷いの森の奥に存在する洋館。古風な外観だが、内部は主人の佐倉によって管理が行き届いており、ホールに敷き詰められた大理石や高価そうな調度品から高級感を漂わせる。ホール左手には決して開けるなと忠告される開かずの間が存在する。
その正体は迷いの森の主である桜の古木が館へと姿を変えたもの。館は人間の生命を供物として求め、強い願いを持つ人間の女を「巫女」として選び、供物を捧げさせる。1000年前に死亡した葵と契約を交わし、彼女に永遠の命を与えると共に供物となる人間を捧げ続けさせている。契約とは言っても甘い言葉で人間を惑わして半ば強制的に結ばせるもので、実態は呪いのようなものである。また、新たな「巫女」に相応しい人間を見つければ、古い「巫女」を捨ててそちらに乗り換えようとする。正体は木である為、火には非常に弱い。

## 登場人物
秋山圭介（あきやま けいすけ）
本作の主人公。23歳。名前は変更可能。不動産会社「グロリアス」の新入社員で、上司から「別荘見学ツアー」の案内人を任せられる。熱中しているゲームは『ドラゴンナイツグロリアス』。
前世は平安時代の人間で名前は「雅経（まさつぐ）」。殆どのルートにおいては葵とは当時の恋人であり、洞窟の中しか知らない葵に外の世界を見せるべく連れ出すも、御門からの追手に葵を殺されてしまい、その事を転生してからも無意識のうちに悔やみ続けていた。終盤、前世の記憶を取り戻す。生死、及びその後に関してはエンディングに応じて全く異なるが、ベストエンディングでは関係者全員と共に館から生還。「元々向いていなかった」と会社を辞職し、葵と共に生きていく道を選ぶ。
普段は立ち絵が無いが、あるイベントでは目が隠れる形で姿が映る。『ONI零〜復活〜』では雅経だった頃の彼が登場し、素顔を確認する事が出来る。

### ツアー参加者
一条省吾（いちじょう しょうご）
有名大学に通う若者。21歳。秋山が勤める会社の取引先の御曹司。今回のツアーには怖いもの見たさで参加。
前世の名前は「家隆（いえたか）」。殆どのルートにおいて、御門の命令で雅経と葵を追っていた。雅経を射殺しようと矢を放つも、それを庇った葵を殺害してしまった事で御門に激しく咎められ、西国へと追いやられた末に無念を抱いたまま生涯を終えた（秋山と前世が逆だったというエンディングもある）。
最終日では舞子が行方不明になった事で、秋山が連れ去ったと思い込んで葵を人質に取り、脅迫する。サクラの間にて前世の記憶を取り戻し、雅経の生まれ変わりである秋山を今度こそ殺そうとするが失敗。その後は多くの展開で舞子を道連れに炎に消えるが、エンディング次第では生還する。ベストエンディングでは館が燃え落ちる際に正気を取り戻し、気絶した舞子を抱えて秋山達と共に館を脱出した。
『ONI零〜復活〜』では家隆だった頃の姿が登場する。展開次第では雅経と和解させる事もできる。
植田舞子（うえだ まいこ）
19歳。省吾のガールフレンドと称してツアーに参加した女子大生。霊感が強い事を自慢にしており、普段は快活な性格だが、時折不吉な事を口走る。
多くのルートでは霊感の強さ故に終盤にて館に魅入られ、葵に代わる「巫女」となる契約を交わし、秋山の最大の敵となる。最期は多くの展開で館が燃える中で異形と化して秋山に追いすがるが、省吾に道連れにされて炎に消えていく。エンディング次第では生還し、ベストエンディングでは契約時の記憶が僅かに残っているのか「桜が呼んでいる気がする」と呟いている。
『ごちゃちる』でプレイ可能（本作のディスクが必要）なミニゲーム『美沙の呼ぶ館』では中ボスとなる。
緒方浩二（おがた こうじ）
人形師を生業とする男性。46歳。娘の可奈と二人暮らしで、今回のツアーは親子で暮らす家を捜すために参加した。家庭の質問をすると怒り出す。
元々は加奈とみどりの2人の娘が居たが、姉の加奈を溺愛する一方で妹のみどりにはあまり構っていなかった。その為、可奈の死後はみどりを可奈だと思い込むようになっていた。ベストエンディングを含む一部エンディングでは現実を見据え、可奈ではなく本来のみどりとして娘と向き合うようになる。
緒方可奈（おがた かな）
緒方浩二の娘。10歳。「みどり」という大きな日本人形を常に抱えている。無口で感情表現が乏しい。今時珍しいおかっぱ頭。基本的に口を開くのは一部のエンディングのみだが、後述のおまけシナリオに入ると途端におしゃべりになる。
本名は「緒方みどり」で、本物の緒方可奈の妹。元々は感情表現の豊かな普通の少女だったが、可奈の死後に父が自分を加奈として見るようになってからは心を閉ざし、自分の名前を人形の方に付けていた。エンディングによっては本来のみどりとして言葉と感情を取り戻し、笑顔も見せるようになる。
『ラビッシュブレイズン』では隠しダンジョンである館に姿を見せるが、人形共々幽霊としての登場だった。
遠藤直樹（えんどう なおき）
文系大学で研究室の助手を務める。28歳。婚約者の神田美沙との新居を探す為にツアーに参加。二日目の朝に姿を消し、彼と思しき干からびたミイラが発見されるが、それが本当に彼なのかは展開によって変わる（一周目では必ず直樹だった事になる）。ベストエンディングではミイラは別人のものだった事になり、本人は三日目まで森を彷徨っていたが、館が炎上した事で方角が分かり、秋山達と合流した。
神田美沙（かんだ みさ）
出版事務所のOL。28歳。内向的性格。被害妄想が強く、悲劇に酔う傾向がある。常に右手に包帯を巻いている。直樹が死亡したと思われた後は精神に狂気を帯びるようになり、多くのルートでは最期は館に火を放って自身も焼死するが、特定のルートでは舞子に変わって最後の敵となる。ベストエンディングではいつの間にか館を脱出しており、生きていた直樹と再会して正気を取り戻す。
『美沙の呼ぶ館』では主人公となる。二日目の朝から本編とは違う流れになっていき、本編以上の狂気に侵され、包帯を飛ばして悪霊と戦う。敗北すると緒方親子に「自業自得」と言い捨てられる。

### 館の住人
佐倉聡（さくら さとし）
館に住む不気味な老人。食事の支度や掃除など、館における仕事は全て彼が行う。火に対しては過剰なまでに反応する。年齢不詳。妻である葵を愛し、彼女に尽くす事を至上の喜びとする。ストーリー後半に階段から転落死するが、その亡骸は忽然と消える。
「巫女」の世話をする「夫」として選ばれた人間であり、次の「夫」が決まると自身は供物として館に捧げられる運命にある。実は高齢ではなく、元々は省吾と同じ大学に通う若者であった。ある事情で森に迷い込んだ際、引き寄せられるように葵によって館に招き入れられ、そのままそこで暮らすようになってから館に生気を吸い取られ、僅かな年月で今のような姿になってしまった。彼の過去は全てのエンディングを見ると解禁される「外伝2」で明かされる。
階段から転落後は館に取り込まれる形で姿を消していた。しかし「夫」の引継ぎが完了するまでは死ぬことが出来ず、地下のサクラの間で佇んでいる。エンディングによっては秋山を殺害したり、逆に葵に生きるように諭す展開もある。ベストエンディングでは秋山に助け出されて生還し、「故郷へ帰る」と告げて去って行く（特定のエンディングでは葵と本当の夫婦になる）。
決して物の怪の類ではないが他作品ではホラー要員（或いは思わせぶりなだけの不気味な人物）として登場する事が多く、『美沙の呼ぶ館』では『ラビッシュブレイズン』の隠しボスの姿に変身し、ラストボスとなる。
佐倉葵（さくら あおい）
本作のヒロイン。佐倉老人の妻である美女。年齢不詳。身体が弱く、寝ている事が多い。神秘的な雰囲気を漂わせており、秋山は一目で心を奪われ、葵の方もどこか親しげに秋山に接する。怪異の中、秋山に館から逃げるように訴える。
元々は平安時代の人間であり、「夢占の巫女」として神聖視される存在だった。その立場故に洞窟から出る事が許されなかったが、当時の恋人であった雅経によって外の世界へと連れ出される。しかし迷いの森に逃げ込んだ際、御門の追手が放った矢から雅経を庇い、死亡する。死の間際に恋人との約束を守りたいという強い念が願いとなり、それを迷いの森の主である桜の古木が聞き入れた事で、桜の「巫女」となる契約を交わす。しかし「巫女」が桜に捧げる「供物」が人間である事は知らされず、ただ「命を得て恋人と再会できる」という甘言に乗せられて契約してしまい、以来、死ぬこともできず、桜に供物を捧げる為に永き時を生かされ続けている。
ほとんどのエンディングで館（桜）が焼失したり、館から離れた事で死を迎えるが、ベストエンディングを含むごく一部のエンディングでは桜から解放され、秋山と共に新たな人生を歩む。夫の佐倉については当初は巻き込む形になったものの現在は夫婦としての愛情を抱いている為、ベストエンドルートで秋山が葵に冷たく接していた場合は佐倉と暮らすエンディングになる。
『Catch! 〜気持ちセンセーション〜』では何かと幽霊や物の怪の類と言った扱いを受けている。『ONI零〜復活〜』では普通の人間であった頃の葵が登場し、主人公の選択次第では本作の引き金となった悲劇を回避する事も可能（但し、その為には本作を一定以上やり込んだデータをコンバートする必要がある）。
『Catch!』によると誕生日は3月10日。血液型はA型。

### その他
北村宗一郎（きたむら そういちろう）
「外伝1」に登場。秋山達が行く予定だった別荘の雇われ管理人で「これだから都会者は」が口癖の老人。待ち合わせよりも前に駅で待っていたはずが、秋山達と会う事は無かった（逆に秋山達は駅でいつまで待っても北村に会えなかった）。翌日、工藤と共に森の中へ秋山達の捜索に向かうも、狂気に取り憑かれた美沙によって撲殺された。
工藤（くどう）
「外伝1」に登場。「グロリアス」の社員で別荘販売担当。秋山達が行方不明になっても「一条家の御曹司が行方不明になったなどと警察には言えない」として北村と共に独自に捜索に出る。しかしミイラ発見でパニックに陥った後、現れた美沙に恐れをなして逃げ出した（『美沙の呼ぶ館』では最終的に殺されている）。
坂上修一（さかがみ しゅういち）
『学校であった怖い話』の主人公。おまけシナリオの「館であった怖い話」に入ると主人公は秋山ではなく坂上だった事になる。どのエンディングでも救いのある結末は迎えられない。
不良三人組
『ドラゴンナイツグロリアス』のスラム街にいた不良達。今作では現代の不良として登場し、公園にいた秋山と遭遇する。本作以外にも、シリーズを通して出演する。他作品ではその作品の主人公と対立するが、今作における彼等は秋山が『ドラゴンナイツグロリアス』の小説を持っている事を知ると気さくに接してくる。
一条すみれ（いちじょう すみれ）
おまけシナリオにのみ登場。苗字の通り、省吾と同じ一条家の人間だが彼との関係は不明。『ドラゴンナイツグロリアス』のヒロインの一人である「ポーチェ」と同じ容姿だが、全くの別人。口調こそ似ているものの性格はポーチェと対照的に非常に残忍であり、坂上に恋慕してトイレに死ぬまで閉じ込めたり、自身の誘いを断った坂上を社長に命じて撲殺させると言った凶行に及ぶ。彼女の家に行くことにするかは選択が可能。
社長
おまけシナリオにのみ登場。主人公の務める不動産会社「グロリアス」の社長。容姿は『ドラゴンナイツグロリアス』に登場した「ノース」と同じ。一条すみれに無礼な態度を取った坂上を、彼女に言われるまま殴り殺す。
フォルキュアス・デ・モルロー
『ラビッシュブレイズン』のメインキャラ。おまけシナリオにのみ登場し、同作の宣伝をする。なぜいるのかは不明。

## 移植版
| No. | タイトル               | 発売日        | 対応機種                                                 | 開発元           | 発売元   | メディア                            | 型式 | 備考 | 出典        |
| --- | ---------------------- | ------------- | -------------------------------------------------------- | ---------------- | -------- | ----------------------------------- | ---- | ---- | ----------- |
| 1   | PMS Vol.2 死者の呼ぶ館 | 2009年8月26日 | PlayStation 3 PlayStation Portable (PlayStation Network) | パンドラボックス | シャノン | ダウンロード （ゲームアーカイブス） | -    |      | [ 3 ] [ 4 ] |

## スタッフ
- メインプログラム：大内崇
- プログラム：小早川大、内野裕介
- ゲームデザイン：會田健二
- グラフィック：飯田静可、伊藤幸子、上野かおり、小川まゆみ、奥友孝充、田中瑞穂、中島まゆみ、鳴上晶、八巻祐樹
- サウンド：三垣敦史、橋本泰弘、根本一朗、渡米亜人
- シナリオ：大池叙子
- キャラクターデザイン：K2商会（佐藤圭子）
- イベントデータ：榊田真一、高木真、石山博貴、西沢暁、武藤雅幸
- デバッガー：山田雅一、古賀三朗、徳永公人、北吉健太郎、飯塚敬太
- スペシャルサンクス：飯塚貞子、小池等、長郷衣子、大楽桂子、竹内文子、石川都也子
- ディレクション：和田慶子、入間川竜哉、福田順子、宍倉尚子、藤野香織
- プロデュース：飯島健男

## 評価
ゲーム誌『ファミ通』の「クロスレビュー」での評価は、7・5・6・7の合計で25点（満40点）。レビュアーからはストーリー展開やキャラクター造形、ゲームシステムに関して賛否両論の意見が出され、ストーリー展開に関して本田慈庵は「時空を超えた、愛と狂気と怨念が渦巻くストーリーと、オカルト的な恐怖が十分に楽しめる」と高く評価したが、カミカゼ長田は「物語の根本がおとぎ話風なせいか、どうにも恐怖感が伝わってこない」と否定的に評価した。キャラクター造形に関して酒井K太は「いっちゃってるキャラクターがなかなかに楽しい」と評価したが、本田は人物のグラフィックパターンが不足していると指摘、長田は登場人物のグラフィックがゲームの雰囲気と合っていないと指摘し否定的に評価した。ゲームシステムに関して本田は一話が短く軽快に話が進む事から「違う選択肢の展開が気軽に味わえる」、戦闘員まるこは「テンポもよく、遊びやすいのがいい」とそれぞれ肯定的に評価したが、長田は選択済みの選択肢が色分けされる事は評価したがスキップできない事に関して苦言を呈した。その他、まること酒井はおまけ要素の存在や低価格である事を肯定的に評価した。